# Spirula spirula
Spirula spirula — вид глибоководного кальмароподібного головоногого молюска. Це єдиний сучасний представник роду Spirula, родини Spirulidae та ряду Spirulida.
Живі екземпляри цього головоногого молюска трапляються дуже рідко, оскільки він мешкає в глибоких океанах. Однак, невелика внутрішня черепашка цього виду є досить знайомим об'єктом для багатьох любителів пляжного відпочинку. Панцир спірули надзвичайно легкий, дуже плавучий і напрочуд міцний; його дуже часто виносить на берег тропічних пляжів (а іноді навіть пляжів помірного клімату) по всьому світу.

## Таксономія
Шведський ботанік Карл Лінней описав Nautilus spirula Linnaeus, 1758 у своїй книзі Systema Naturae .  У 1799 році французький натураліст Жан-Батист Ламарк описав рід Spirula та переніс цей вид до нього, утворюючи комбінацію Spirula spirula. Рід Spirula монотипний. Морфометричне дослідження, опубліковане в 2010 році, показало, що характеристики мушлі S. spirula варіюються залежно від географії, але жодних підвидів чи нових видів виділено не було.

## Опис
S. spirula має тіло, схоже на кальмара, між 35 мм та 45 мм завдовжки. Це десятиногий молюск з вісьмома руками та двома довшими щупальцями, всі з присосками. Руки та щупальця повністю втягуються в мантію.
Представники цього виду не мають радули,:110:26 або, щонайбільше, мають рудиментарну радулу.

### Раковина
|                    |
| Вид раковини збоку |

|                          |
| Вентральний вид раковини |

Найбільш відмітною рисою цього виду є його орган плавучості — внутрішня, камерна, ендогастрально закручена раковина у формі відкритої планіспіралі (плоска спіраль, витки якої не торкаються одна одної), що складається з двох призматичних шарів. Оболонка використовується для осмотичного контролю плавучості. На відміну від наутилусів, в яких обмін повітря та рідини відбувається лише в трьох найбільш адоральних камерах (решта камер завжди заповнена газом), спірули можуть вносити камерну рідину в усі свої камери. Ще однією рисою раковини спірули є мінералізація, характерна лише для каракатиць та наутилуса серед сучасних видів головоногих молюсків.
Сифункул розташований на краю внутрішньої поверхні спіралі.

## Поведінка

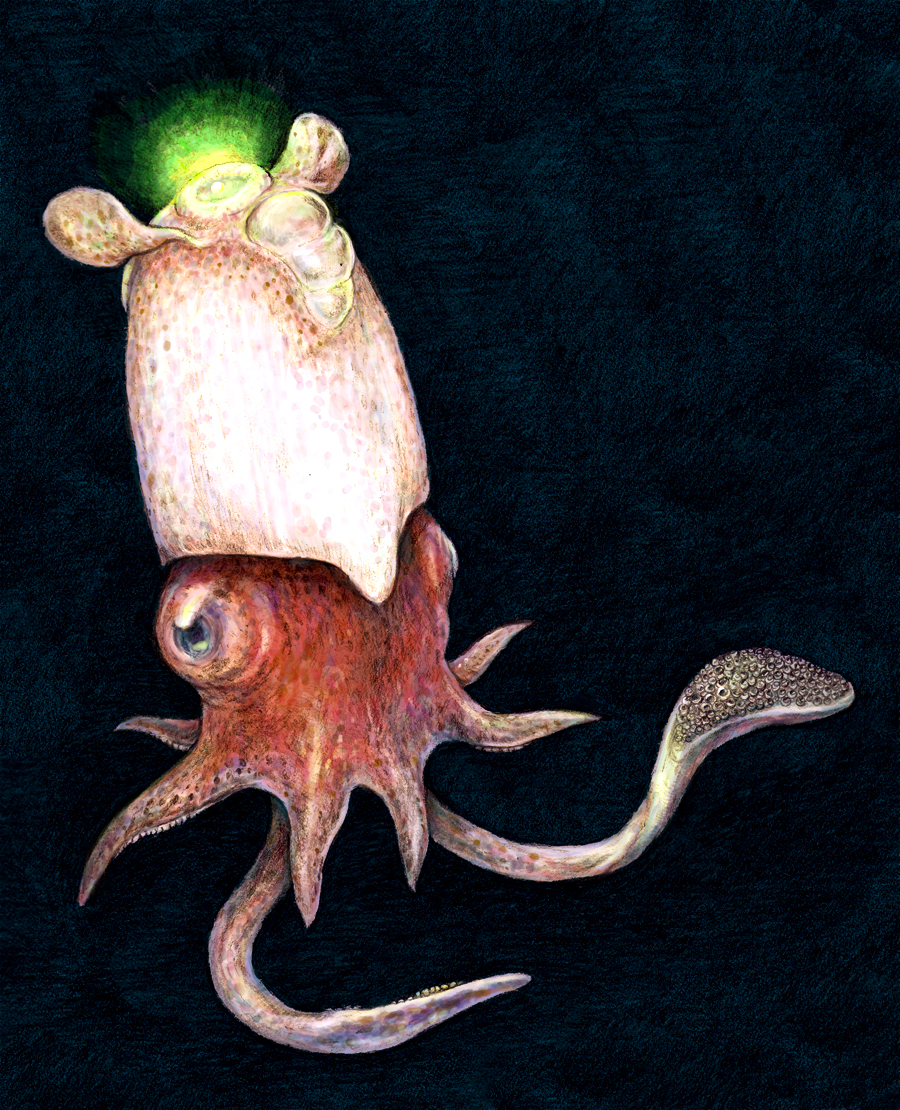
Застаріла тварини, зображеної догори ногами; фотофор на живій тварині спрямований вниз.

S. spirula здатна випромінювати зелене світло з фотофора, розташованого на кінчику його мантії, між вухоподібними плавниками. Вірогідно, це стратегія контр-ілюмінації.

## Середовище існування та поширення
Вдень спірула живе в глибоких океанах, досягаючи глибини 1000. м. Вночі вона піднімається до 100–300 м. Надає перевагу температурі близько 10 °C, і, як правило, мешкає навколо океанічних островів, поблизу континентального шельфу.
S. spirula — тропічний вид, поширений у субтропічних морях навколо Канарських островів . Мушлі регулярно знаходять уздовж західного узбережжя Південної Африки. У 2022 році записи про цей вид також були підтверджені в Аравійському морі. Однак значна кількість мушель мертвих спірул викидається на берег навіть у помірних регіонах, таких як узбережжя Нової Зеландії. Через велику плавучість мушель, океанічні течії здатні переносити їх на великі відстані.
Значна частина життєвого циклу організму залишається предметом припущень; так, вважається, що ці молюски нерестяться взимку в глибших водах, проте безпосередньо їхнього нересту ніколи не спостерігали. Очевидно, іноді їм доводиться заходити у верхні 10 м моря, оскільки їх іноді знаходять у нутрощах альбатросів. 
Цей вид вперше спостерігали в його природному середовищі існування у 2020 році, коли дистанційно-керований підводний апарат Океанічного інституту Шмідта зафіксував одну особину в глибинах поблизу північної частини Великого Бар'єрного рифу.

## Зовнішні посилання
- Spirulidae forum. TONMO.com. Архів оригіналу за 16 березня 2006 — через Internet Archive (archive.org).